# Ford Allemagne
Ford Allemagne (en allemand : Ford Werke GmbH) est un constructeur automobile allemand dont le siège est à Niehl, un quartier de la ville de Cologne, en Rhénanie-du-Nord-Westphalie.
Ford Werke GmbH est une filiale de Ford Europe, elle-même filiale de Ford Motor Company. La société dispose de deux usines de production en Allemagne, à Cologne et à Sarrelouis (qui doit être fermée en 2025).

## Histoire
Il semble que la première présence de Ford Motor Company en Allemagne remonte à Hambourg en 1912. En 1920, le gouvernement du Reich impose des droits de douane si élevés qu'ils équivalaient à une interdiction d'importer des automobiles étrangères. En fin d'année 1924, Ford Motor Company ouvre un bureau de vente à Berlin qui, au début de 1925, bénéficie d'une autorisation exceptionnelle pour importer 1.000 tracteurs.

### 1925 - Création de la société à Berlin

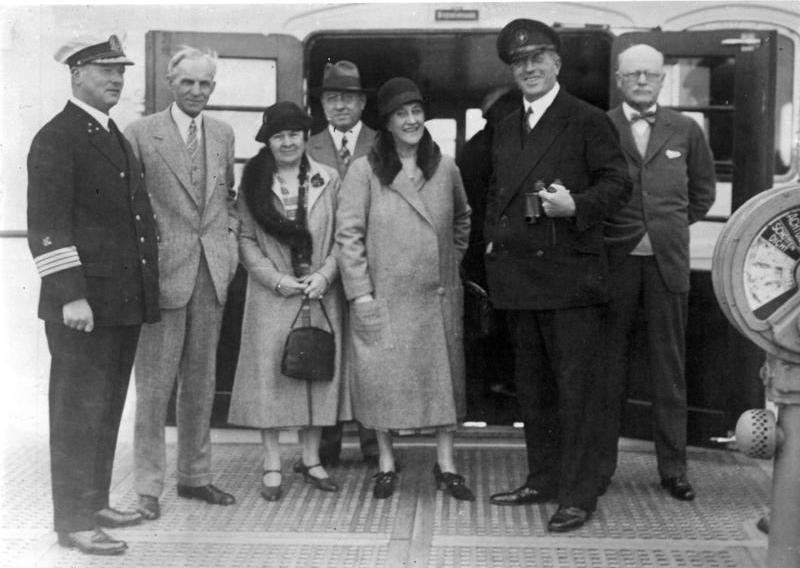
Henry Ford (2e à gauche) en Allemagne en 1930.

Le 17 août 1925, le Reich allemand lève l'interdiction d'importer des automobiles étrangères décrétée en 1920. Dès le 18 août 1925, la société Ford Motor Company Aktiengesellschaft est inscrite au registre du commerce de Berlin. Le 2 janvier 1926, la société loue un entrepôt dans le port ouest de Moabit et dès le 8 avril de la même année, 300 ouvriers ont commencé l'assemblage en CKD de la Ford T à partir de pièces importées. À partir de 1928, la Ford A a également été assemblée. Au total, environ 37.000 véhicules ont été assemblés dans l'usine avant sa fermeture, en avril 1931.
Des taxes élevés empêchaient l'importation de voitures finies. L'assemblage de voitures à partir de kits importés est appelé :
- CKD - Complete knock down. Pratique qui consiste à exporter des véhicules entièrement démontés à destination d'une usine où ils seront assemblés.
- SKD - Semi knocked down. Principe qui consiste à exporter des véhicules partiellement assemblés soit à des entreprises partenaires disposant d'une licence, soit à ses filiales industrielles directes à l'étranger. Le but est d'éviter des droits de douane élevés et de conserver la valeur ajoutée technologique chez l'exportateur.
- MKD - Medium knoked down. Technique qui consiste à envoyer des véhicules non finis mais avec tous les composants pré-assemblés dans des pays où la production de véhicules n'a pas encore commencé. Les véhicules sont montés dans le pays de destination avec un minimum de pièces locales.

### Transfert à Cologne
Le 28 octobre 1929, le maire de Cologne, Konrad Adenauer, met à disposition un terrain de 17 hectares pour la construction de l'usine Ford à Cologne-Niehl, dimensionnée pour une production de 250.000 véhicules par an et dont la construction a coûté l'équivalent de 12 millions de Reichsmarks. Le siège de l'entreprise est transféré à Cologne en 1930. Henry Ford pose la première pierre le 2 octobre 1930. La production de la Ford A commence le 4 mai 1931 avec 619 salariés. L'usine n'a fermé que trois semaines depuis son ouverture, en raison de la crise économique mondiale de 1929/32. En 1931, plus de 6.000 véhicules ont été assemblés. En 1932, la Ford Model B est lancée aux États-Unis et en août 1932, la première Ford B est assemblée à Cologne. À partir de 1935, elle est commercialisée sous le nom de « Ford Rheinland ». 1.784 Ford B et 5.575 Ford Rheinland ont été produits.

### Période du Troisième Reich

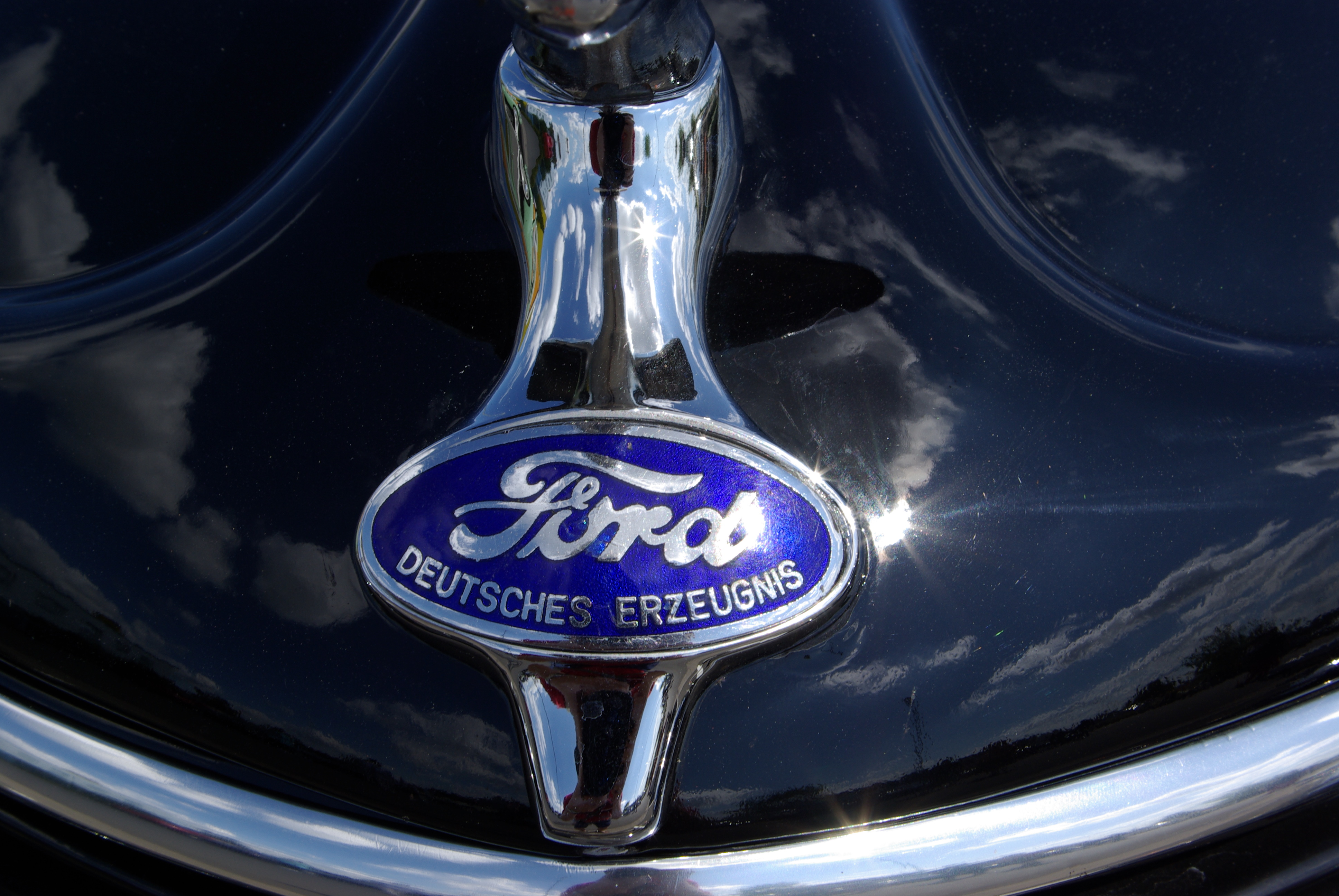
Logo Ford Deutsches Erzeugnis (1933-1939)

En 1931, la première Ford A sort de la chaîne de montage de l'usine de Cologne, suivie, en août 1932 par la Ford B, en 1933 par la Ford Köln et, en 1935 par la Ford Eifel, dont environ 61.500 exemplaires ont été construits jusqu'au début de la guerre. Dans les années 1930, Ford occupait la quatrième place des immatriculation, derrière Opel, Auto Union et Daimler-Benz.
À partir de 1933 et jusqu'en 1946, les véhicules Ford construits en Allemagne durant le Reich ont été marqués "produit allemand". Le terme "Deutsches Erzeugnis" a été ajouté sur le logo. La Taunus G93A ("Buckeltaunus") a été lancée en 1939 pour succéder à la Ford Eifel. Peu après, sous la très forte pression du gouvernement nazi, Ford a dû arrêter la production de voitures particulières pour ne fabriquer que des véhicules militaires pour la Wehrmacht.
Dès le début de la Seconde Guerre mondiale, le 1er janvier 1940, le régime nazi, comme l'avait fait l'Italie fasciste de Mussolini en juillet 1937, a imposé le plan Schell (de), un système d'unification et de standardisation des camions pour faciliter leur entretien et ne détenir qu'un seul stock de pièces détachées pour les réparations. Tous les constructeurs de camions ont été soumis au régime de l'effort de guerre. Les 114 types de camions ont été réduits à 19, basés sur quatre types de base. La répartition de la production a été planifiée selon le tableau ci-dessous, et la production de voitures particulières progressivement interrompue à partir du milieu d'année 1940 au profit de l'économie de guerre.
| Camion 1,5 tonne | Camion 3 tonnes | Camion 4,5 tonnes | Camion 6,5 tonnes |
| ---------------- | --------------- | ----------------- | ----------------- |
| Opel             | Opel            | Daimler-Benz      | Daimler-Benz      |
| Phänomen (de)    | Ford-Werke      | Büssing-NAG       | MAN               |
| Steyr            | Borgward        | MAN               | Krupp             |
|                  | Daimler-Benz    | Saurer            | Vomag (de)        |
|                  | Magirus         | Henschel          |                   |
|                  | MAN             | Magirus           |                   |

Dans la première phase du plan Schell (de), Ford Motor Company Aktiengesellschaft n'a pas reçu de commandes de la Wehrmacht car Ford n'était pas considéré comme un constructeur allemand. Ce n'est qu'à partir de 1939, après que les nazis aient forcé l'entreprise à se renommer "Ford-Werke AG" que des commandes de camions ont été passées.
Pendant la Seconde Guerre mondiale, les usines de Cologne et Berlin-Johannisthal (de la société Ambi-Budd), d'Amsterdam aux Pays-Bas et de Poissy en France (Ford SAF et son sous-traitant la Société des Usines Chausson de Gennevilliers) ont produit de nombreux véhicules pour la Wehrmacht, notamment des camions (Ford type B/V 3000), des voitures militaires Einheits-PKW et des camions semi-chenillés « Maultier ».
Ford a déclaré avoir perdu le contrôle de ses usines allemandes, probablement pour se débarrasser de la stigmatisation selon laquelle l'entreprise aurait profité de la Seconde Guerre mondiale dans les deux camps. Le fait est que jusqu'à ce que les États-Unis entrent en guerre en décembre 1941, près de la moitié des actions de Ford-Werke étaient entre des mains allemandes et l'entreprise était gérée par le commissaire du Reich pour les biens ennemis, Johannes Krohn. Les nazis, au pouvoir durant le Troisième Reich, ont interdit l'utilisation du logo Ford. À la place, la cathédrale de Cologne a figuré sur la calandre des modèles Ford pendant et un peu après la Seconde Guerre mondiale. À partir de 1943, les Britanniques et les Américains ont bombardé à plusieurs reprises les usines allemandes et notamment l'usine Ford de Cologne. Un attentat a endommagé principalement le site d'essais et les quartiers ouvriers le 18 octobre 1944. L'usine a subi les plus gros dégâts lors de l'invasion américaine, quand l'artillerie allemande l'a bombardée depuis l'autre rive du Rhin.

### Utilisation du travail forcé pendant la Seconde Guerre mondiale
Selon les archives de Ford Motor Company, des travailleurs étrangers d'Europe de l'Est et de l'Ouest, essentiellement des travailleurs forcés, des prisonniers de guerre, des internés militaires italiens et prisonniers du camp de concentration de Buchenwald, ont bien été utilisés dans les usines allemandes de Ford alors que le régime nazi ne l'avais jamais requis. C'est Robert Hans Schmidt président de Ford Werke pendant la Seconde Guerre mondiale qui a utilisé le travail forcé et engagé la fabrication illégale de munitions peu avant l'entrée en guerre des États-Unis. Une fois la guerre terminée, malgré tous les efforts soigneusement médiatisés pour effacer le passé de l'entreprise, aucune preuve n'a émergé que Henry Ford II ou tout autre cadre dirigeant de Ford Motor Company ait jamais soulevé d'objections morales à la réembauche de Robert Hans Schmidt, qui était responsable d'un des chapitres les plus sombres de l'entreprise américaine. Après avoir fait toujours nié la moindre responsabilité, en mars 2000, la direction de Ford a accepté de verser 13 millions de dollars au fonds de restitution gouvernemental pour indemniser environ 1,2 million de survivants du travail forcé nazi pendant la Seconde Guerre mondiale.

### Période d'après-guerre
Dès la capitulation allemande proclamée, la production des usines Ford, camions, moteurs et pièces détachées reprend. Les sanctions infligées par les alliés avaient interdit la production de voitures particulières, activité réservés aux Britanniques jusqu'en 1948. À partir de novembre 1948, Ford Cologne rafraîchit le modèle d'avant-guerre "Buckeltaunus", la Taunus G93A. Henri Ford a visité l'usine en 1948, lors de sa visite en Allemagne car il envisageait le rachat de Volkswagen, auquel il n'a finalement pas procédé
Le premier nouveau modèle allemand de Ford après la Seconde Guerre mondiale, la "Weltkugeltaunus" Ford Taunus 12M est présentée en janvier 1952. En 1958, Ford fabrique 128.000 véhicules, un record, avec plus de 10.000 salariés dans l'usine de Cologne.
Au début des années 1960, une grave pénurie de main-d'œuvre va inciter Ford à recruter des travailleurs turcs immigrés. Le syndicat IG Metall a réagi en lançant une campagne de recrutement ciblée : "la campagne Ford (1960-1966)". Comme l'usine de Cologne était trop exiguë et que l'achat le projet de construction d'une nouvelle usine dans la Ruhr a échoué, Ford Werke a construit une nouvelle usine près de Genk, en Belgique.
En 1967, Ford Werke AG, Henri Ford & Son Ltd et Ford Britain Ltd ont fusionné pour donner naissance à Ford Europe GmbH dont le siège social est resté à Cologne où la direction a résidé de 1966 jusqu'au milieu des années 1980 dans le soi-disant "Ford-Hochhaus" à Cologne-Deutz. L'usine de Sarrelouis a ouvert ses portes en 1970.
En 1972, Ford employait 54.300 personnes et réalisait un chiffre d'affaires annuel de 5,8 milliards de DM. Du 24 au 30 août 1973, il y a eu une grève sauvage à l'usine Ford de Cologne engagée par des salariés turcs qui se sont battus contre le licenciement de 300 collègues, contre les cadences élevées et pour des salaires plus élevés. En 1990, l'entreprise comptait 50.100 salariés en Allemagne et son chiffre d'affaires annuel était de 20,754 milliards de DM.

### Transformation de Ford AG en Ford GmbH
L'actuelle Ford Werke GmbH a été créée à la suite de la modification de la forme juridique de la société de société anonyme à société à responsabilité limitée le 26 novembre 2004. Cette transformation a pu être opérée après le rachat des actions des actionnaires minoritaires par une OPA (« sqeeze-out ») en 2002, au cours de laquelle Ford Deutschland Holding GmbH a porté sa participation à 95 % des actions allemandes de Ford-Werke-AG.
Fin 2004, Ford Europe employait environ 28.000 personnes en Allemagne. En octobre 2009, plus de 17.000 personnes étaient employées à Cologne et 6.500 à Sarrelouis. Au total, environ 29.000 personnes travaillent pour Ford-Werke GmbH, qui produit plus d'un million de véhicules par an et a généré un chiffre d'affaires annuel de 19,762 milliards d'euros en 2008,.
En 2022, l'usine de Saarlouis occupe encore 4.600 salariés mais il est prévu qu'en 2025, la production de la Focus à moteur à combustion sera arrêtée et l'usine fermée. En juin 2022, la direction de Ford a décidé de produire une plate-forme de voiture électrique à l'usine de Valence (Espagne).
Après de lourdes pertes en 2018, le siège social de Ford Europe basé à Cologne a annoncé des fermetures d'usines et la suppression de 12.000 postes, 5.400 en Allemagne dont 3.200 avant juillet 2019. Fin 2019, les suppressions de postes étaient de 4.000 postes plus 1.000 employés en chômage partiel.

### Développement des voitures électriques
En 2023, les premières voitures électriques européennes Ford devraient sortir de la chaîne de montage du site de Cologne. Ford utilise la plateforme électrique Volkswagen « MEB », pour laquelle un milliard de dollars ont été investis depuis 2021. Ford Europe a annoncé qu'à partir de 2030, toutes les voitures particulières seront électriques à batterie et ne vendra plus de véhicules hybrides rechargeables en Europe.

## Véhicules utilitaires
La production de camions Ford en Allemagne a commencé à Berlin en 1926 et a été transférée à Cologne en 1931. En 1953, Ford a lancé une fourgonnette sous le nom de Transit qui a connu de nombreuses évolutions et dont la 4e génération, fabriquée en Turquie est commercialisée depuis 2013. Une version similaire mais uniquement équipée de moteurs essence est produite aux États-Unis depuis 2014.
La fabrication de camions a été interrompue en 1961 en raison de la baisse chronique des ventes, en particulier, des modèles équipés de moteurs diesel à deux temps sans soupapes, lancés en 1955, qui n'ont pas convaincu les clients car ils n'étaient pas au point techniquement et leurs défaillances ont complètement ruiné la réputation des camions Ford. Une tentative a été lancée dans les années 1970 pour reprendre pied en Allemagne notamment à partir de 1975 avec la gamme Ford Cargo et Ford Transcontinental fabriqués à l'étranger, n'a pas eu grand succès.

## Les automobiles produites par Ford en Allemagne
| Période                      | Modèle                                                      | Commentaires | Image | Production |
| ---------------------------- | ----------------------------------------------------------- | --- | ----- | --- |
| Petites citadines            |                                                             | |       | |
| 9/1996–8/2008                | Ka (Type BE146)                                             | 1re génération basée sur la Fiesta de 1996 produite à Valence (Espagne) et au Brésil |       | ~ 1.400.000 |
| 2003–2005                    | StreetKa                                                    | Cabriolet 2 places conçu par Ghia et produit en Italie par Pininfarina sur la base de la Ka 1re génération |       | 37.076 |
| 7/2008–5/2016                | Ka II (Type B420/RU8)                                       | 2e génération basée sur la Fiat 500 (2007) équipée de moteurs Fiat. Produite dans l'usine Fiat Tychy (Pologne) |       | 514.287 |
| Citadines polyvalentes       |                                                             | |       | |
| 1976–2023                    | Fiesta Mk I / Mk II / Mk II / Mk IV / MK V / Mk VI / Mk VII | 1er modèle Ford à traction avant fabriqué à Valence (Espagne). Léger facelifting été 1981. Moteur diesel en 1983. 1991, 3 millions de Fiesta fabriquées à Valence, lancement de la fourgonnette Fiesta Courier I. 1996, lancement du clone Mazda 121. Nouvelle génération avec moteur diesel Common Rail en 2002. Facelifting automne 2005. Arrêt de la version 3 portes en 2018. Fin de la production annoncée juin 2023.                        |       | ~ 18,2 millions dont 2.937.133 1re génération                                                                     |
| Minispaces                   |                                                             | |       | |
| 2002–2012                    | Fusion                                                      | Minispace construit sur la base de la Fiesta Mk V. Facelift à l'automne 2005. Produit en Allemagne et en Inde. |       | |
| 2012–2017                    | B-Max                                                       | Minispace basé sur la Fiesta Mk 6 de 2008 fabriqué en Roumanie. |       | ~ 280.000 |
| Compactes                    |                                                             | |       | |
| 1967–1980                    | Escort I                                                    | Remplaçante de l'antique Anglia britannique, 1er modèle issu de la fusion des filiales britannique et allemande. Plusieurs facelifts en 1974, août 1975, août 1977 et printemps 1979. |       | ~ 3.750.000 (dont ~ 1.503.000 en Allemagne)                                                                       |
| 1980–1990                    | Escort II                                                   | Nouveau modèle traction avant et hayon. Juillet 1998, arrêt de la production de l'Escort. L'Orion tricorps est renommée Escort Classic. Dernier exemplaire fabriqué en juillet 2000. Production au Brésil (1983 à 2004) avec moteurs VW à partir de 1990 et en Argentine (1997 à 2002). |       | ~ 1.386.500 en Allemagne dont 26.161 cabriolet                                                                    |
| 1983–2000                    | Escort Cabriolet                                            | Cabriolet construit sur la base de l'Escort Mk III par Karmann, aussi produit au Brésil (1985 à 1996) puis transféré en Argentine. |       | 104.237 |
| 1983–1993                    | Orion                                                       | Variante tricops de l'Escort Mk III, aussi produit au Brésil (1989-1995), nommé "Verona", avec moteur Renault remplacé en 1993 par un moteur VW AP de son clone, la Volkswagen Apollo. En 1990, remplacement des anciens moteurs Ford par les nouveaux Zetec. Facelifting en 1992. En 1993, l'Orion est renommée Escort. |       | |
| 1998–2004                    | Focus I (Type BBW / DAW & DFW)                              | Lancée en octobre 1998 en 3 et 5 portes avec hayon, version berline tricorps lancée en février 1999. Facelifting en octobre 2001. |       | |
| 2004–2018                    | Focus II (Type C307)                                        | Nouveau modèle basé sur la plateforme Ford C1, produite en Allemagne et aux États-Unis à partir de 2011. |       | |
| 2018-en cours                | Focus Mk IV                                                 | 4e génération présentée à Londres le 10 avril 2018 en version 5 portes, berline tricorps, break et baroudeuse « Active ». Version berline 4 portes pas commercialisée en France. Produite en Allemagne et en Chine. |       | |
| Familiales                   |                                                             | |       | |
| 1935-1940                    | Eifel                                                       | Lancée en 1935, remplace la Köln avec plusieurs types de carrosseries. Aussi assemblée en Hongrie et au Danemark. |       | 61.495 |
| 1939–1942/ 1948–1952         | Taunus G93A / G73A                                          | Lancée en 1939, production interrompue de 1942 à 1948 à cause de la guerre. 1re Ford allemande équipée de freins hydrauliques. |       | 7.092 (1939-42) 76.590 (1948-52) ttes versions confondues berlines, carros. spéciales et fourgonnettes            |
| 1952–1962                    | Taunus 12M/15M (P1)                                         | 1er modèle Ford Allemagne conçu après la guerre, Taunus 12M moteur de 1,2 L, 1955 15M moteur 1,5 L et 1957 17M (P2) moteur 1,7 L. En 1959 avec bandes latérales de couleur jusqu'en 1962. |       | 609.359 (P1) |
| 1962–1970                    | Taunus 12M (P4) 12M/15M (P6)                                | 1re Ford traction avant, développée sous le nom de Ford Cardinal aux États-Unis, fabriquée en Allemagne en 4 portes, coupé et break, moteur V4. Restylage en 1966 (P6) et abandon du nom Taunus en 1967. |       | 672.295 (P4) 668.187 (P6)                                                                                         |
| 1970–1982                    | Taunus TC1 / TC2                                            | (TC = Taunus Cortina), dessinée par Luigi Colani, basée sur la Ford Cortina britannique. Abandon de la traction avant pour la propulsion. Berline tricorps 2 et 4 portes, coupé et break, large gamme de moteurs. Restylage en 1976 avec agrandissement des surfaces vitrées. Facelifting en 1979 et améliorations mécaniques. Arrêt production en Allemagne juillet 1982. Production en Argentine (1974-1984) transférée en Turquie (1984-1994). |       | 1.112.312 (TC1) 1.583.699 (TC2)                                                                                   |
| 1982–1993                    | Sierra Mk I / Mk II                                         | Berline avec hayon 5 portes et break propulsion arrière avec une large panoplie de moteurs. Version 3 portes "Coupé" en août 1983. Restylage en janvier 1987. Facelifting en mars 1990. |       | ~ 2.700.500 Total Allemagne, Belgique, Grande-Bretagne, Afrique du Sud, Venezuela, Argentine et Nouvelle-Zélande. |
| 1993–2007                    | Mondeo Mk I / Mk II (Type CDW27)                            | La 1re série, traction avant, fabriquée en Belgique, Car of the year 1994. Large choix de moteurs essence mais un seul diesel. Restylage en 1996 et version berline tricorps. Restylage en 2000 (Mk II). |       | |
| 2007–2014                    | Mondeo Mk IV (Type CD345)                                   | 3e génération construite sur la plateforme EUCD conçue avec Volvo pour les Galaxy, S-Max et Volvo S80 II. Restylage en 2010. |       | |
| 2014–2022,                   | Mondeo Mk V (Type CD391)                                    | Appelée Fusion II aux États-Unis, construite sur la plateforme Ford CD4, fabriquée à Valence (Espagne) et en Chine qui produira sa remplaçante Mondeo Mk VI lancée en 2022. |       | |
| Grandes routières            |                                                             | |       | |
| 1957–1960                    | Taunus 17M (P2)                                             | Style d'inspiration américaine avec ailerons arrière, surnommée „Barocktaunus“ baroque, berline tricorps 2 et 4 portes et break 3 portes. Facelifting en été 1959. |       | 239.987 dont 45.468 breaks                                                                                        |
| 1960–1964                    | Taunus 17M (P3)                                             | Style particulier, surnommée „Badewanne“ baignoire, berline tricorps 2 & 4 portes, break et cabriolet. |       | 669.731 |
| 1964–1971                    | Taunus 17M/20M (P5) 17M/20M/26M (P7)                        | La série P5 a conservé le nom Taunus. Version 20M avec monteur V6. Restylage en 1967 (P7a) et abandon du nom Taunus. Facelifting en 1968 P7b. Version 26M en 1969. |       | 710.059 (P5) 155.780 (P7a) 567.482 (P7b)                                                                          |
| 1972–1975                    | Consul                                                      | Version bas de gamme dépouillée de la Granada, développée par les filiales britannique et allemande pour succéder à la Ford Zephyr anglaise et à Taunus P7 allemande, équipées de leurs moteurs respectifs. Produite en Allemagne et Royaume-Uni. |       | |
| 1972–1985                    | Granada Mk I / Mk II / Mk III (Type DE-1)                   | Berline tricorps 4 portes, coupé et break (Turnier). Facelifting en 1975 pour la distinguer de la Consul. Restylage en août 1977 (Mk II), arrêt de la fabrication au Royaume-Uni et du coupé. Léger facelifting en septembre 1981. Restylage en avril 1985, renommée Scorpio. |       | ~ 850.000 (Mk I) ~ 770.000 (Mk II)                                                                                |
| 1985–1998                    | Scorpio Mk I / Mk II (Type DE-1)                            | 3e génération (Mk III) de la Granada. Car of the year 1986. Moteur diesel Indenor. Réputée peu fiable, bénéficie d'un restylage en 1992 et ajout version break. En 1993, les moteurs modernes turbo-diesel italiens 2,5 L VM Motori remplacent les antiques PSA. 2e génération (Mk II) lancée au Salon de Paris 1994. Restylage en 1997. Arrêt de la production 26 juin 1998.                                                                     |       | ~ 850.000 dont 98.587 (Mk II)                                                                                     |
| Coupé / Cabriolet            |                                                             | |       | |
| 1967–1968                    | OSI Ford 20M TS Coupé                                       | coupé conçu et produit sur la base mécanique de la Ford Taunus 20 M TS par la société italienne OSI |       | 3.500 |
| 1968–1986                    | Capri Mk I - Mk II - Mk III                                 | Coupé construit sur la plateforme de la Cortina Mk III à partir de nov. 1968 en Grande-Bretagne et du 16 dec. 1968 en Allemagne et aussi en Belgique. Facelifting en septembre 1972. Version RS en sept. 1973. Restylage en février 1974, série (Mk II) avec hayon. Mise à jour (Mk III) en mars 1978. Arrêt de sa commercialisation en France en avril 1984.                                                                                     |       | 1.886.647 |
| 1983–1986                    | RS200                                                       | Voiture de compétition à quatre roues motrices et moteur central. Un modèle de série, basé sur la version de rallye, a été construit à 200 exemplaires (158 vendus), pour répondre aux exigences de la catégorie Groupe B du championnat du monde. |       | 200 |
| 1988–1997                    | Probe Mk I / Mk II                                          | Coupé construit aux normes européennes sur la base de la Mazda MX-6, produit aux États-Unis par Mazda, destiné à remplacer la Mustang. Restylage en 1992 (MY94). Dernier exemplaire produit le 20 juin 1997. Un modèle de 3e génération, utilisant la plate-forme de la Contour, en cours de développement pour être lancé mi-1998 (MY99) est devenu la Mercury Cougar.                                                                           |       | 309.876 |
| 1997–2001                    | Puma                                                        | Petit coupé construit sur la plateforme de la Fiesta Mk IV équipé de moteurs conçus avec Yamaha. |       | ~ 133.000 |
| 1998–2002                    | Cougar                                                      | Coupé 4 places construit sur la base de la Mondeo Mk II, connu aux USA sous la marque Mercury, fabriqué aux États-Unis exporté en SKD pour un montage final en Allemagne. |       | ~ 230.000 |
| Grands monospaces            |                                                             | |       | |
| 1995–2022                    | Galaxy I(type V191) Galaxy II Galaxy III                    | Monospace conçu avec le groupe Volkswagen pour les VW Sharan I & Seat Alhambra I produits à Palmela (Portugal) par Autoeuropa Automóveis Lda créée par VW et Ford en juillet 1991. Léger lifting au printemps 2000. Dissolution d'Autoeuropa en 1999. Seconde génération Ford en 2006 produite à Genk (Belgique). 3e génération Ford, en fait un restylage ; production à Valence (Espagne) arrêtée au printemps 2023.                            |       | ventes (2006-22) : 733.869                                                                                        |
| Sport Utility Vehicle - SUV  |                                                             | |       | |
| 2008–en cours                | Kuga I - II - III                                           | 1er SUV compact de Ford, produit en Allemagne sur la plateforme Ford C1. La 2e génération, lancée en 2013 est produite en Espagne. La 3e génération, lancée en 2019, est construite sur la plateforme Ford C2 Focus IV, en Espagne. |       | |
| 2023-en cours                | Explorer                                                    | SUV électrique construit sur la plateforme Volkswagen MEB présenté le 21 mars 2023 et sera produit à Cologne à partir de l'automne 2023. |       | |
| Véhicules utilitaires légers |                                                             | |       | |
| 1951-1965                    | FK 1000 / Taunus Transit                                    | Fourgonnette aussi commercialisée en version camionnette. Remplacée par le Transit. |       | |
| 1991–2002                    | Courrier                                                    | Fourgonnette dérivée de la Fiesta Mk III pour concurrencer les Fiat Fiorino et Renault Express |       | |
| 2003-en cours                | Transit Connect                                             | Fourgonnette dérivée de la Escort Mk III |       | |
| 1965-1986                    | Transit I - Mk II                                           | Fourgonnette dont le style est d'inspiration américaine avec capot. Conçue par Ford Britain, elle a surtout été fabriquée au Royaume-Uni, en Belgique et en Turquie. Version rénovée lancée en août 1977. |       | |
| 1986-2000                    | Transit Mk III (Type VE6)                                   | Restylage complet et nouveaux moteurs. Produit en Europe et en Chine par Jiangling Motors équipé de moteurs Mitsubishi et Isuzu, jusqu'en mai 2017. |       | |
| 2000-2013                    | Transit Mk IV (Type V347 & V348)                            | Restylage complet et nouveaux moteurs pour traction avant ou arrière. Produit en Europe et en Chine par Jiangling Motors équipé de moteurs Mitsubishi et Isuzu, jusqu'en mai 2017. Facelifting en août 2006. |       | |